# Măgureni (okręg Călărași)
Măgureni – wieś w Rumunii, w okręgu Călărași, w gminie Sărulești. W 2011 roku liczyła 52 mieszkańców.